# Giải vô địch bóng đá Nam Mỹ 1935
Giải vô địch bóng đá Nam Mỹ 1935 là giải vô địch bóng đá Nam Mỹ lần thứ 13, diễn ra ở Lima, Peru từ 6 đến 27 tháng 1 năm 1935. Giải đấu có 4 đội tuyển tham gia, đấu vòng tròn tính điểm để chọn ra nhà vô địch. Uruguay giành chức vô địch lần thứ bảy sau khi vượt qua đương kim vô địch Argentina ở lượt trận đấu cuối.

## Địa điểm
| Lima                  |
| --------------------- |
| Sân vận động Quốc gia |
| Sức chứa: 40.000      |
|                       |

## Kết quả
| Đội       | Tr | T | H | B | BT | BB | HS | Đ |
| --------- | -- | - | - | - | -- | -- | -- | - |
| Uruguay   | 3  | 3 | 0 | 0 | 6  | 1  | +5 | 6 |
| Argentina | 3  | 2 | 0 | 1 | 8  | 5  | +3 | 4 |
| Perú      | 3  | 1 | 0 | 2 | 2  | 5  | −3 | 2 |
| Chile     | 3  | 0 | 0 | 3 | 2  | 7  | −5 | 0 |

## Trận đấu
| Argentina                                             | 4–1 | Chile      |
| ----------------------------------------------------- | --- | ---------- |
| Lauri 28' · Arrieta 49' · García 57' · Masantonio 71' |     | Carmona 8' |

| Uruguay       | 1–0 | Perú |
| ------------- | --- | ---- |
| H. Castro 80' |     |      |

| Uruguay         | 2–1 | Chile       |
| --------------- | --- | ----------- |
| Ciocca 33', 35' |     | Giudice 54' |

| Argentina                             | 4–1 | Perú            |
| ------------------------------------- | --- | --------------- |
| Masantonio 10', 61', 81' · García 50' |     | T. Fernández 2' |

| Perú           | 1–0 | Chile |
| -------------- | --- | ----- |
| Montellanos 5' |     |       |

| Argentina | 0–3 | Uruguay                               |
| --------- | --- | ------------------------------------- |
|           |     | Castro 18' · Taboada 28' · Ciocca 36' |

## Danh sách cầu thủ ghi bàn
4 bàn
- Herminio Masantonio

3 bàn
- Aníbal Ciocca

2 bàn
| - Diego García | - Héctor Castro |  |

1 bàn
| - Arturo Arrieta - Miguel Angel Lauri - Arturo Carmona | - Carlos Giudice - Teodoro Fernández - Alberto Montellanos | - José Taboada |